# Тітус Дзялинський
Тітус Адам Дзялинський (пол. Tytus Adam Działyński; нар. 24 грудня 1796, Познань — пом. 12 квітня 1861, Познань) — польський аристократ, політичний діяч, меценат, видавець історичних джерел.

## Біографія
Народився в Дзялинському палаці на розі площі Старого Ринку і вулиці Францішканської в Познані. Син Ксаверія і Юстини, уродженої Дідушицької. Першу освіту він отримав вдома; в 1807—1812 роках вивчав гуманітарні науки в Берліні та Парижі, а в 1813—1815 роках — в Політехнічній школі в Празі. Після повернення в країну він почав приводити в порядок сімейну колекцію книг і архів в Конаржево, що пробудило його інтерес до історичних джерел. З цього періоду він захопився колекціонуванням рукописів і старих гравюр, яке супроводжувало його до кінця життя. З 1826 року він проживав в успадкованому Курницькому замку, який він реконструював з метою збору та експонування своєї колекції.
Один з перших у Великопольщі вступив до лав учасників Листопадового повстання. Служив у 2-му полку кінних стрільців (підпоручник), у квітні 1831 року перейшов до штабу головнокомандувача, де був одним з ад'ютантів генерала Скшинецького. Останні місяці повстання (з серпня) він провів у штабі корпусу генерала Раморіно. Він провів деякий час у Галичині, жив у Кракові, Висоцьку, Заріччі, а потім у маєтку своєї дружини (Грізельди, уродженої Замойської) в Олешиці під Ярославом.
Брав участь у політичному житті Великого князівства Познанського (був депутатом Сейму Великого князівства Познанського).
З 1829 року протягом багатьох років він публікував історичні джерела. Завдяки його зусиллям були опубліковані «Литовські Статути» (1841), «Acta Tomiciana» (1852—1869, вісім томів), «Źródło pisma do dziejów unii Korony Polskiej i W. Ks. Litewskiego» (1856—1861, дві частини); Zbiór praw litewskich od roku 1389 do roku 1529. Tudzież rozprawy sejmowe o tychże prawach od roku 1544 do roku 1563. – Poznań, 1841. – 560 s. (link) .